# George Cabot

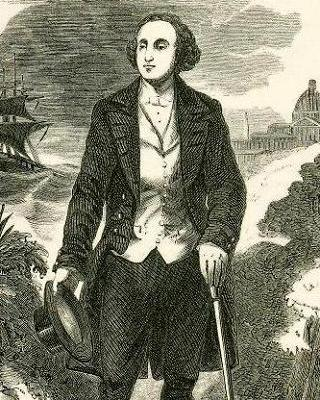
George Cabot

George Cabot (* 3. Dezember 1752 in Salem, Province of Massachusetts Bay; † 18. April 1823 in Boston) war ein US-amerikanischer Politiker der Föderalistischen Partei, der den Bundesstaat Massachusetts im US-Senat vertrat.
George Cabot besuchte zunächst zwei Jahre lang das Harvard College, das er dann verließ, um zur See zu fahren. Bereits als 21-Jähriger war er der Kapitän seines eigenen Schiffes. Seine politische Laufbahn begann 1775 mit der Mitgliedschaft im Provinzialkongress von Massachusetts. Zwei Jahre später war er Delegierter zum Verfassungskonvent des Staates. 1787 gehörte Cabot der Staatsversammlung an, die die Verfassung der Vereinigten Staaten ratifizierte. 1788 wurde er in die American Academy of Arts and Sciences gewählt.
In den frühen Tagen der USA wurde George Cabot zur Pro-Administration-Fraktion gezählt, jenem politischen Flügel der Gründerväter, welcher die Politik der Regierung von George Washington unterstützte. Als Parteigänger dieser Gruppierung wurde er 1790 in den US-Senat gewählt, dem er vom 4. März 1791 bis zu seinem Rücktritt am 1796 angehörte; inzwischen hatte er sich der Föderalistischen Partei angeschlossen.
1798 wurde Cabot als US-Marineminister nominiert; er verzichtete jedoch. Im Jahr 1814 war er Delegierter zur Hartford Convention. Bei dieser Versammlung demonstrierten die Neuenglandstaaten ihre Opposition zum Britisch-Amerikanischen Krieg und erwogen gar eine Sezession.
George Cabot, der 1823 in Boston starb und in Cambridge beigesetzt wurde, war der Urgroßvater von Henry Cabot Lodge, der den Staat Massachusetts ebenso im US-Senat vertrat wie dessen gleichnamiger Enkel.